# جی‌دی‌اسمویوکو (دی‌دی‌جی-۱۷۵)
جی‌دی‌اسمویوکو (دی‌دی‌جی-۱۷۵) (به انگلیسی: JDS Myōkō (DDG-175)) یک کشتی بود که طول آن ۵۲۸٫۲ فوت (۱۶۱٫۰ متر) بود. این کشتی در سال ۱۹۹۴ ساخته شد.